# Nozze del monaco
Le nozze del monaco (titolo originale in lingua tedesca: Die Hochzeit des Mönchs) è un romanzo storico scritto da Conrad Ferdinand Meyer nel 1884.

## Trama
La storia principale è raccontata in una cornice medievale dal poeta e filosofo Dante Alighieri alla corte di Verona.
A una cerchia di nobili riuniti attorno a Cangrande della Scala Dante narra la tragica vicenda del monaco Astorre desunta dall'epitaffio di un monastero francescano di Padova. Mentre racconta Dante lega i nomi dei suoi ascoltatori e alcune loro caratteristiche ai personaggi della narrazione. Gli ascoltatori si sentono così direttamente chiamati in causa e, curiosi, lo interrompono frequentemente. Anche Dante talora s'interrompe e corregge la propria storia.
Nel racconto principale il monaco Astorre è costretto dal padre moribondo a revocare i suoi voti monastici e a promettere di sposare Diana, la moglie del fratello defunto, al fine di garantire la continuità del proprio casato. Diana s'innamora di Astorre, mentre questi non contraccambia il suo amore. Astorre si lamenta della sorte sentendosi defraudato dei propri progetti di vita monastica. Ben presto s'innamora però fatalmente della bella Antiope. Con gran costernazione di tutti sposa la giovane fanciulla un giorno dopo il fidanzamento ufficiale con Diana. L'avvenimento provoca un grande scandalo.
La vicenda si conclude con la morte di tre persone: Diana vendica l'infedeltà uccidendo Antiope; Astorre accoltella Germano, il fratello di Diana che era stato suo amico d'infanzia, e ne è a sua volta ferito mortalmente.

## Traduzioni italiane
- Le nozze del monaco, versione dal tedesco autorizzata di P. Valabrega, Milano, U. Hoepli, 1887.
- Novelle: Le nozze del monaco; La tentazione del Pescara; Angela Borgia, introduzione di Maria Grazia Nasti Amoretti, traduzione di Maria Grazia Nasti Amoretti e Marianne Winton Wiener, Torino, UTET, 1967.
- Le sei novelle [L'amuleto; Lo sparo dal pulpito; Plauto nel convento delle monache; Il paggio di Gustavo Adolfo; Le nozze del monaco; I dolori di un fanciullo], a cura di Gianni Bertocchini, Milano, Ariele, 2004.